# Равничалско езеро
Равничалско езеро (Белмекенско или Равнивръшко езеро) е циркусно езеро в Източния дял на Рила, в Равничалския циркус, разположен северно от връх Равни чал (2637 m). Намира се на 2222 m н.в. и има удължена форма от север на юг с дължина 240 m и ширина 120 m, което дава площ от 2,1 ha. Това е най-източното рилско езеро. До построяване на преградна стена при изтичалото му в източната му част е имало остров, който е залят вследствие от повишаване на нивото му.
Чрез поток, дълъг около 1 km се оттича в река Ходжовица (десен приток на Стара река, която е десен приток на Марица).